# Pontès (Bouches-du-Rhône)
Pour les articles homonymes, voir Pontes.
Pontès est un hameau de la commune d'Aix-en-Provence, situé à proximité du village de Puyricard, auquel il était rattaché paroissialement avant la Révolution française. Il appartient au canton d'Aix-en-Provence-Nord-Est.

## Histoire
A. d'Aubergue signale en 1880 la découverte de deux monnaies de Probus au hameau de Pontès. Cette découverte est reprise par Fernand Benoit en 1936.
Pontès compte 169 habitants en 1820, ce qui en fait un gros hameau.
Lors du tremblement de terre du 11 juin 1909 qui secoue une grande partie des Bouches-du-Rhône, Pontès subit des dégâts importants, qui se traduisent par l'effondrement de plusieurs toitures.

## Vie locale
Les activités sociales à Pontès sont liées au village de Puyricard. Il n'existe pas d'école primaire dans le hameau. Les enfants de Pontès sont scolarisés à Puyricard.